# Osman Hadžikić
Osman Hadžikić (Klosterneuburg, 12 maart 1996) is een Oostenrijks voetballer van Bosnische afkomst, die speelt als doelman.

## Carrière

### Austria Wien
Hadžikić werkte zijn jeugdopleiding af bij FK Austria Wien, waar hij met het elftal voor -19-jarigen tijdens de UEFA Youth League 2013/14 de achtste finales bereikte. In 2014 stroomde hij door naar de eerste ploeg. Hij maakte zijn debuut op 7 april 2015 toen hij in de 57ste minuut mocht invallen in een bekerwedstrijd tegen Kapfenberger SV. In zijn laatste twee seizoenen speelde hij ook wedstrijden in de Europa League. Na vier seizoenen, waarin hij tot 75 wedstrijden kwam, liet hij aflopende zijn contract niet verlengen.

## Clubstatistieken
| Seizoen | Club            | Competitie | Competitie | Competitie | Beker | Beker | Internationaal | Internationaal | Totaal | Totaal |
| Seizoen | Club            | Competitie | Wed.       | Dlp.       | Wed.  | Dlp.  | Wed.           | Dlp.           | Wed.   | Dlp.   |
| ------- | --------------- | ---------- | ---------- | ---------- | ----- | ----- | -------------- | -------------- | ------ | ------ |
| 2014/15 | FK Austria Wien | Bundesliga | 5          | 0          | 1     | 0     | —              | —              | 6      | 0      |
| 2015/16 | FK Austria Wien | Bundesliga | 13         | 0          | 3     | 0     | —              | —              | 16     | 0      |
| 2016/17 | FK Austria Wien | Bundesliga | 27         | 0          | 2     | 0     | 6              | 0              | 35     | 0      |
| 2017/18 | FK Austria Wien | Bundesliga | 12         | 0          | 1     | 0     | 5              | 0              | 18     | 0      |
| Totaal  | Totaal          | Totaal     | 57         | 0          | 7     | 0     | 11             | 0              | 75     | 0      |

Bijgewerkt op 5 oktober 2018.

## Internationaal
Voor het Europees kampioenschap onder 19 in 2015 maakte Hadžikić deel uit van de Oostenrijkse selectie. Hij speelde ook vijf interlands voor Oostenrijk onder 21.